# Antennophorus
Genre
Antennophorus est un genre d'acariens mesostigmates de la famille des Antennophoridae.

## Distribution
Les espèces de ce genre se rencontrent en Europe et en Amérique du Nord.

## Description
Ce sont des acariens myrmécophiles qui se rencontrent sur les fourmis du genre Lasius.

## Liste des espèces
- Antennophorus boveni Wisniewski & Hirschmann, 1992
- Antennophorus donisthorpei Wheeler, 1910
- Antennophorus grandis Berlese, 1903
- Antennophorus goesswaldi Wisniewski & Hirschmann, 1992
- Antennophorus krantzi Wisniewski & Hirschmann, 1992
- Antennophorus pavani Wisniewski & Hirschmann, 1992
- Antennophorus uhlmanni Haller, 1877
- Antennophorus wasmanni Wheeler, 1910

## Publication originale
- Haller, 1877 : Antennophorus uhlmanni ein neuer Gamaside. Archiv für Naturgeschichte, vol. 43, p. 57-62 (texte intégral).